# Raión de Shklov
Shklov (en bielorruso: Шклоўскі раён) es un raión o distrito de Bielorrusia, en la provincia (óblast) de Maguilov. 
Comprende una superficie de 1 333 km².

## Demografía
Según estimación 2010 contaba con una población total de 30 802 habitantes.